# Danube (Minnesota)
Danube és una població dels Estats Units a l'estat de Minnesota. Segons el cens del 2000 tenia 529 habitants.

## Demografia
Segons el cens del 2000, Danube tenia 529 habitants, 214 habitatges, i 156 famílies. La densitat de població era de 425,5 habitants per km².
Dels 214 habitatges en un 34,1% hi vivien nens de menys de 18 anys, en un 65,9% hi vivien parelles casades, en un 4,2% dones solteres, i en un 27,1% no eren unitats familiars. En el 24,8% dels habitatges hi vivien persones soles el 15,4% de les quals corresponia a persones de 65 anys o més que vivien soles. El nombre mitjà de persones vivint en cada habitatge era de 2,47 i el nombre mitjà de persones que vivien en cada família era de 2,94.
Per edats la població es repartia de la següent manera: un 25% tenia menys de 18 anys, un 7,9% entre 18 i 24, un 25,1% entre 25 i 44, un 22,3% de 45 a 60 i un 19,7% 65 anys o més.
L'edat mediana era de 39 anys. Per cada 100 dones de 18 o més anys hi havia 101,5 homes.
La renda mediana per habitatge era de 40.000 $ i la renda mediana per família de 43.750 $. Els homes tenien una renda mediana de 35.781 $ mentre que les dones 22.000 $. La renda per capita de la població era de 18.807 $. Entorn del 3,8% de les famílies i el 5,6% de la població estaven per davall del llindar de pobresa.

## Poblacions més properes
El següent diagrama mostra les poblacions més properes.